# Naubates damma
Naubates damma är en insektsart som beskrevs av Günter Timmermann 1961. Naubates damma ingår i släktet Naubates och familjen fjäderlöss. Inga underarter finns listade i Catalogue of Life.